# Kevin Großkreutz
Kevin Grosskreutz (en allemand : Kevin Großkreutz), né le 19 juillet 1988 à Dortmund, est un ancien footballeur international allemand qui évoluait au poste de milieu latéral ou de défenseur latéral. Il fut sélectionné par l'équipe d'Allemagne de football avec laquelle il remporta la Coupe du monde 2014.

## Biographie

### Rot-Weiss Ahlen
Formé au Borussia Dortmund jusqu'à l'âge de 14 ans, Kevin Grosskreutz rejoint le centre de formation du Rot-Weiss Ahlen. À 18 ans, en 2006, il fait ses débuts au sein du club, en Regionalliga Ouest. Évoluant au poste de milieu offensif, il dispute 27 rencontres et inscrit 5 buts dans cette 3e division semi-professionnelle. Durant la saison 2007-2008, il est repositionné comme avant-centre. Inscrivant 12 buts en 35 matchs, et principal artisan de la promotion d'Ahlen en 2. Bundesliga, ses prestations sont telles qu'il est nommé en fin de saison dans le 11 type du magazine Kicker, référence sportive allemande. 
En seconde division, le club stagne en milieu de tableau à la trêve hivernale. Grosskreutz n'ayant inscrit que deux buts et délivré 5 passes décisives, le jeune milieu offensif reste néanmoins bien coté par la presse. 

### Borussia Dortmund
Pisté par de nombreux clubs tel le Bayer Leverkusen, le Werder Brême ou le TSG Hoffenheim, il opte pour le choix du cœur en retournant à Dortmund. Il signe un contrat de 3 ans durant la trêve hivernale, pour un montant nul (fin de contrat), qui ne prendra effet qu'à partir de la saison 2009-2010.
Il se révèle véritablement lors de la saison 2010-2011, où ses performances, ainsi que celle du BVB dans son ensemble, permettent aux noirs et jaunes de s'emparer du titre de champion de la Bundesliga. C'est également à cette période que Kevin prolonge de deux ans son contrat au Borussia Dortmund, augmentant considérablement son salaire au passage, qui passe de 500 000 euros à 1,2 million d'euros par saison.
Lors de la saison 2011-2012, Grosskreutz fait les frais du début de saison mitigé de son club, et doit faire face à la concurrence de la nouvelle recrue du club, Ivan Perišić, que Jürgen Klopp lui préfère régulièrement. Pendant deux saisons, Grosskreutz doit partager son temps de jeu avec d'autres milieux de terrain. Lors de la saison 2013-2014, à la suite de la longue indisponibilité du défenseur polonais Łukasz Piszczek, il dispute de nombreux matchs au poste d'arrière latéral droit, qu'il avait déjà occupé par le passé. Ses prestations en défense lui valurent un retour en sélection allemande face au Chili en mars 2014.
Au retour de la Coupe du monde, Grosskreutz doit faire face au retour de blessure de Łukasz Piszczek au poste de latéral droit et devient remplaçant. Il doit son retour sur le terrain, en septembre, comme titulaire après la blessure de Marco Reus, au poste d’ailier gauche. La polyvalence tactique et les blessures permettent à Kevin Grosskreutz d'enchaîner les titularisations en se substituant à Erik Durm et Marcel Schmelzer au poste de latéral. Cependant, ses performances sur le terrain déclinent tandis que le Borussia Dortmund connaît une crise de résultat en côtoyant la zone de relégation. Le joueur finit par subir une déchirure musculaire à la cuisse en février, puis ce sont des problèmes au genou qui mettent fin à sa saison.
Après cette saison ratée, lors de laquelle l'équipe termine à la 7e place au classement, l’entraîneur Jürgen Klopp quitte le club et cède sa place à Thomas Tuchel. Ce dernier ne compte pas sur Kevin Grosskreutz pour l'exercice 2015-2016, le joueur est finalement envoyé avec l'équipe réserve en Regionalliga, la quatrième division. Non satisfait de sa situation, il exprime sur les réseaux sociaux son mal-être et l'absence de reconnaissance de la part de la direction du club quant à une prolongation de contrat. Pour mettre fin à cette opposition, le Borussia Dortmund propose le joueur à plusieurs clubs allemands pour un transfert avant la fin du mercato estival.

### Court passage à Galatasaray
Finalement, le 1er septembre 2015, il quitte Dortmund pour rejoindre la Turquie avec l'équipe de Galatasaray contre 1,5 million d'euros et un contrat de trois ans. Cependant, en raison de l'envoi tardif des documents nécessaires à la validation du transfert à la FIFA, Kevin Grosskreutz ne peut pas jouer avec sa nouvelle équipe. Cette interdiction s'étend jusqu'au 1er janvier 2016, date de l'ouverture du mercato hivernal, pour pouvoir valider le changement de club.
Ne pouvant prendre part aux rencontres, l'Allemand perd sa motivation et connaît des difficultés d'acclimatation qui le poussent à rejoindre l’Allemagne régulièrement. Ainsi, l’entraîneur du club turc Mustafa Denizli révèle le désir de Grosskreutz de quitter Galatasaray pour rejoindre le championnat allemand : « Un matin, je l’ai vu assis devant le centre d’entraînement. Je lui ai demandé s’il y avait un problème, il m’a dit qu’il ne pouvait plus continuer ici ». Il quitte, pendant l'hiver, le club stambouliote en n'ayant disputé aucun match avec l'équipe.

### VfB Stuttgart
C'est le 6 janvier 2016 que Kevin Grosskreutz est transféré pour une somme avoisinant 2,2 millions d'euros au VfB Stuttgart. L'équipe est alors dans une situation délicate en étant 15e avec un seul point d'avance sur la zone de relégation. Positionné comme arrière droit, il fait ses débuts avec Stuttgart lors de la 18e journée avec une victoire face au 1. FC Cologne (1-3). Les victoires s'enchaînent permettant au club de remonter au classement et d'atteindre la 11e place après un match nul contre Ingolstadt. Lors de cette opposition, l'allemand se blesse aux ischio-jambiers, ce qui entraîne une indisponibilité de plusieurs mois. L'équipe de Stuttgart retombe dans ses travers en ne parvenant pas à remporter un seul match et, malgré le retour de Grosskreutz lors de l'avant-dernière journée, va terminer 17e et descendre en seconde division. 
Le 2 mars 2017, VfB Stuttgart se sépare de Grosskreutz par résiliation à l’amiable. Cette décision est prise à la suite du comportement du latéral qui s'est blessé et a été amené à l'hôpital en état d'ivresse après s'être bagarré dans une discothèque. Stuttgart reproche au joueur d'avoir emmené avec lui trois jeunes de l’équipe des moins de 17 ans, alors que le club est attaché au devoir d’image des professionnels,. Kevin Grosskreutz décide de prendre sa retraite.

### SV Darmstadt 98
Toutefois, le 11 avril 2017, soit près d'un mois après son licenciement du club de Stuttgart, Kevin Grosskreutz renonce à sa retraite et signe au SV Darmstadt 98. Au terme d'échanges, Darmstadt, qui à ce moment-là est le dernier du championnat allemand, parvient à convaincre le joueur de signer un contrat pour une durée de deux ans qui débute à partir de la saison prochaine,.

### KFC Uerdingen 05
Le 5 juillet 2018, Kevin Grosskreutz signe pour trois ans au KFC Uerdingen 05, club évoluant en 3.Liga, la troisième division allemande. Sans club depuis son départ du KFC Uerdingen en octobre 2020, Kevin Großkreutz décide de mettre un terme à sa carrière à 32 ans, le 24 janvier 2021.

## En sélection
Tout comme son coéquipier Mats Hummels, Grosskreutz obtient sa première sélection avec l'équipe d'Allemagne de football contre Malte, le 13 mai 2010. 
Il est titularisé pour la 1re fois contre la Suède en amical le 17 novembre 2010. Néanmoins, il peine à s'intégrer durablement dans l'équipe par la suite : après une troisième sélection le 9 février 2011 contre l'Italie, il n'est plus appelé pendant 3 ans. Son repositionnement au poste d'arrière latéral et ses prestations convaincantes lors de la saison 2013-2014 lui permettent de retrouver la sélection au début de l'année 2014. 
Il est retenu dans l'équipe d'Allemagne appelé à disputer la Coupe du monde de football de 2014. Bien que l'Allemagne remporte le trophée, il ne dispute aucun match du tournoi.

## Statistiques détaillées
| Saison                | Club                  | Championnat           | Championnat | Championnat | Coupe(s) nationale(s) | Coupe(s) nationale(s) | Compétition(s) continentale(s) | Compétition(s) continentale(s) | Compétition(s) continentale(s) | Supercoupe | Supercoupe | Allemagne | Allemagne | Total | Total |
| Saison                | Club                  | Division              | M.          | B.          | M.                    | B.                    | Comp.                          | M.                             | B.                             | M.         | B.         | M.        | B.        | M.    | B.    |
| 2006-2007             | Rot-Weiß Ahlen        | Regionalliga          | 27          | 6           | -                     | -                     | -                              | -                              | -                              | -          | -          | -         | -         | 27    | 6     |
| 2007-2008             | Rot-Weiß Ahlen        | Regionalliga          | 35          | 12          | 1                     | 0                     | -                              | -                              | -                              | -          | -          | -         | -         | 36    | 12    |
| 2008-2009             | Rot-Weiß Ahlen        | 2. Bundesliga         | 33          | 6           | 1                     | 0                     | -                              | -                              | -                              | -          | -          | -         | -         | 34    | 6     |
| Sous-total            | Sous-total            | Sous-total            | 95          | 24          | 2                     | 0                     | -                              | -                              | -                              | -          | -          | -         | -         | 97    | 24    |
| 2009-2010             | Borussia Dortmund     | Bundesliga            | 32          | 5           | 1                     | 0                     | -                              | -                              | -                              | -          | -          | 1         | 0         | 34    | 5     |
| 2010-2011             | Borussia Dortmund     | Bundesliga            | 34          | 8           | 2                     | 1                     | C3                             | 7                              | 0                              | -          | -          | 2         | 0         | 45    | 9     |
| 2011-2012             | Borussia Dortmund     | Bundesliga            | 31          | 7           | 6                     | 0                     | C1                             | 5                              | 1                              | 1          | 0          | -         | -         | 43    | 8     |
| 2012-2013             | Borussia Dortmund     | Bundesliga            | 29          | 2           | 4                     | 0                     | C1                             | 10                             | 0                              | 1          | 0          | -         | -         | 44    | 2     |
| 2013-2014             | Borussia Dortmund     | Bundesliga            | 33          | 1           | 6                     | 1                     | C1                             | 10                             | 1                              | 1          | 0          | 2         | 0         | 52    | 3     |
| 2014-2015             | Borussia Dortmund     | Bundesliga            | 17          | 0           | 2                     | 0                     | C1                             | 4                              | 0                              | -          | -          | 1         | 0         | 24    | 0     |
| Sous-total            | Sous-total            | Sous-total            | 176         | 23          | 21                    | 2                     | -                              | 36                             | 2                              | 3          | 0          | 6         | 0         | 242   | 27    |
| 2015-2016             | Galatasaray SK        | Süper Lig             | 0           | 0           | -                     | -                     | C1                             | -                              | -                              | -          | -          | -         | -         | 0     | 0     |
| 2015-2016             | VfB Stuttgart         | Bundesliga            | 10          | 0           | 1                     | 0                     | -                              | -                              | -                              | -          | -          | -         | -         | 11    | 0     |
| 2016-2017             | VfB Stuttgart         | 2. Bundesliga         | 16          | 1           | 1                     | 0                     | -                              | -                              | -                              | -          | -          | -         | -         | 17    | 1     |
| 2017-2018             | SV Darmstadt 98       | 2. Bundesliga         | 27          | 3           | 1                     | 0                     | -                              | -                              | -                              | -          | -          | -         | -         | 28    | 3     |
| Sous-total            | Sous-total            | Sous-total            | 53          | 4           | 3                     | 0                     | -                              | -                              | -                              | -          | -          | -         | -         | 56    | 4     |
| 2018-2019             | KFC Uerdingen 05      | 3. Liga               | 34          | 0           | -                     | -                     | -                              | -                              | -                              | 2          | 0          | -         | -         | 36    | 0     |
| 2019-2020             | KFC Uerdingen 05      | 3. Liga               | 12          | 0           | 1                     | 0                     | -                              | -                              | -                              | 2          | 1          | -         | -         | 15    | 1     |
| Sous-total            | Sous-total            | Sous-total            | 46          | 0           | 1                     | 0                     | -                              | -                              | -                              | 4          | 1          | -         | -         | 51    | 1     |
| Total sur la carrière | Total sur la carrière | Total sur la carrière | 370         | 51          | 26                    | 2                     | -                              | 36                             | 2                              | 7          | 1          | 6         | 0         | 445   | 56    |

## Palmarès
BV Borussia 09 Dortmund
- Champion d'Allemagne en 2011 et 2012
- Vainqueur de la Coupe d'Allemagne en 2012
- Finaliste de la Coupe d'Allemagne en 2014 et 2015
- Vainqueur de la Supercoupe d'Allemagne en 2013
- Finaliste de la Supercoupe d'Allemagne en 2011 et 2012
- Finaliste de la Ligue des champions en 2013

 Allemagne
- Vainqueur de la Coupe du monde en 2014

 KFC Uerdingen 05
- Vainqueur de la Coupe nationale du Basse-Rhénanie en 2019